# Rebelde (singel)
Rebelde – pierwszy singel z debiutanckiej płyty meksykańskiego zespołu RBD. Piosenka ta została użyta w czołówce serialu Zbuntowani, w którym główne role grają członkowie zespołu. Jeden z największych przebojów zespołu.

## Listy przebojów
| Lista (2004)                     | Pozycja position |
| -------------------------------- | ---------------- |
| México Top 100                   | 1                |
| Spanish Singles Chart            | 1                |
| Top Latino                       | 2                |
| U.S. Billboard Hot Latin Songs   | 37               |
| U.S. Billboard Latin Pop Airplay | 21               |

## Notowania w różnych krajach
| Rok  | Tytuł     | Album     | Miejsce                         | Miejsce | Miejsce | Miejsce |
| Rok  | Tytuł     | Album     | USA Hot Latin Songs (Billboard) | MEX     | BRA     | latin   |
| ---- | --------- | --------- | ------------------------------- | ------- | ------- | ------- |
| 2006 | "Rebelde" | "Rebelde" | 37                              | 1       | 2       | 1       |